# Autoroute Dau Giay-Dalat
```

```

L'autoroute Dau Giây – DaLat (vietnamien : Đường cao tốc Dầu Giây – Đà Lạt, sigle CT.27) est une autoroute située au Viêt Nam.

## Parcours
L'autoroute Dầu Giây – Dalat (CT.14) relie la région du Sud-Est aux hauts plateaux du centre-sud du Vietnam. 
L'autoroute, longue d'environ 220 km, commence à l'intersection de Dau Giay, district de Thong Nhat, province de Dong Nai et se terminant au pied du col Prenn, à Dalat, province de Lam Dong. 
Le tronçon Lien Khuong-Prenn a été mis en service en 2008.